# Tiberiu Olah
Tiberiu Olah   (Arpășel, 2 de gener de 1928 - Târgu Mureș, 2 d'octubre de 2002) fou un compositor, professor i musicòleg hongarès-romanès.

## Biografia
Tiberiu Olah va néixer a Arpad, Bihor, i va començar els seus estudis al conservatori de Cluj el 1946. Entre el 1949 i el 54 va estudiar al Conservatori de Moscou, i el 1958 va ocupar un lloc com a professor i més tard com a professor al Conservatori de Bucarest. Entre els estudiants destacats hi ha Doina Rotaru, Liana Alexandra, Horațiu Rădulescu i Christian Wilhelm Berger.
Olah va ser membre del Teatre de Titelles "Csodamalom Bábszínház", on va actuar com a titellaire. Va rebre ajuts per a la investigació en musicologia i va presentar estudis i treballs internacionalment. També va publicar crítiques i articles en revistes incloent "Studii de Muzicologie, Muzica, România Literară" i "Melos". Va morir a Târgu Mureș.

## Treballs
- Olah era conegut per popularitzar l'oratori.[2] Les composicions seleccionades inclouen:
- Cantata per a cor de dones, dues flautes, instruments de corda i percussió 1956, textos populars de Csango, traduït per Nina Cassian
- Prind visele aripi 1959, cantata per a cor i orquestra mixtes
- Lumina lui Lenin 1959, cantata per a cor masculí i orquestra de corda de les lletres de Nina Cassian
- O Stanca es Inalta 1959, cantata per a cor mixt i orquestra lletra de Maria Banús
- The Galaxy of Man 1960, oratori per a recitant, veu alta, cor mixt i orquestra de Vladimir Mayakovsky lletra
- Simfonia 1956
- Michael the Brave 1971, suite simfònica de la música cinematogràfica
- Crescendo homònim 1972, peça per a orquestra
- Condemna 1976, vídeo musical

La seva música ha estat enregistrada i publicada en diversos mitjans de comunicació, inclosos:
- [Electrecord ST-ECE 02941] Invocations III, Harmonies IV, Sonata per a clarinet solista, Sonata per a flauta en solitari, Space and Rhythm (LP, 1986)
- [Electrecord ST-CS 0201] Daniel Kientzy - Stockhausen / Cavanna / Harrison / Olah / Ioachimescu - Saxofon Contemporain (LP, 1986)

## Premis
- Premi de l'Acadèmia Romanesa, 1965
- Premi de música de cinema per a pelicà blanc, 1966
- Premi Internacional per a Koussewitzky, EUA, 1967
- Gran Premi de la Unió de Compositors i Musicòlegs de Romania per a tota la creació, 1993